# Courbe de température corporelle
La courbe de température représente une évolution de la température corporelle d'un jour à l'autre. Elle peut être utilisée pour un suivi de l'état de santé d'un patient, mais elle est généralement conseillée par les gynécologues à leurs patientes  pour confirmer que l'ovulation a lieu normalement et pour déterminer la longueur de leur cycle menstruel.
La courbe de température est faite par la femme qui prend sa température tous les matins au réveil. Elle est basse en début de cycle menstruel, puis augmente soudainement après l'ovulation grâce à une hausse du niveau de progestérone et reste élevée jusqu'à la veille des règles. Cette hormone est sécrétée par le corps jaune (ou corpus luteum). 
Cette méthode constitue le seul test d'ovulation capable de confirmer que l'ovulation a bien eu lieu, mais elle n'est pas toujours très fiable car les erreurs de prise de température sont nombreuses (grasse matinée, insomnie…). Lorsque le couple s'en sert pour une aide à la conception, il est conseillé d'essayer d'identifier d'autres indices de fertilité (position du col de l'utérus, qualité de la glaire cervicale, douleurs ovulatoires…). Cela s'appelle la méthode symptothermale.
Une méthode mise au point par Cambridge Temperature Concepts permet de mesurer la température en continu grâce à un capteur, et évite donc de se réveiller pour prendre sa température. Valley Electronics a aussi mis au point un ordinateur de poche qui enregistre les prises de température quotidiennes, mais nécessite de se réveiller tous les matins. Ces deux méthodes sont relativement onéreuses, mais proposent une réelle avancée technologique dans le domaine.